# The Bangkok Recorder

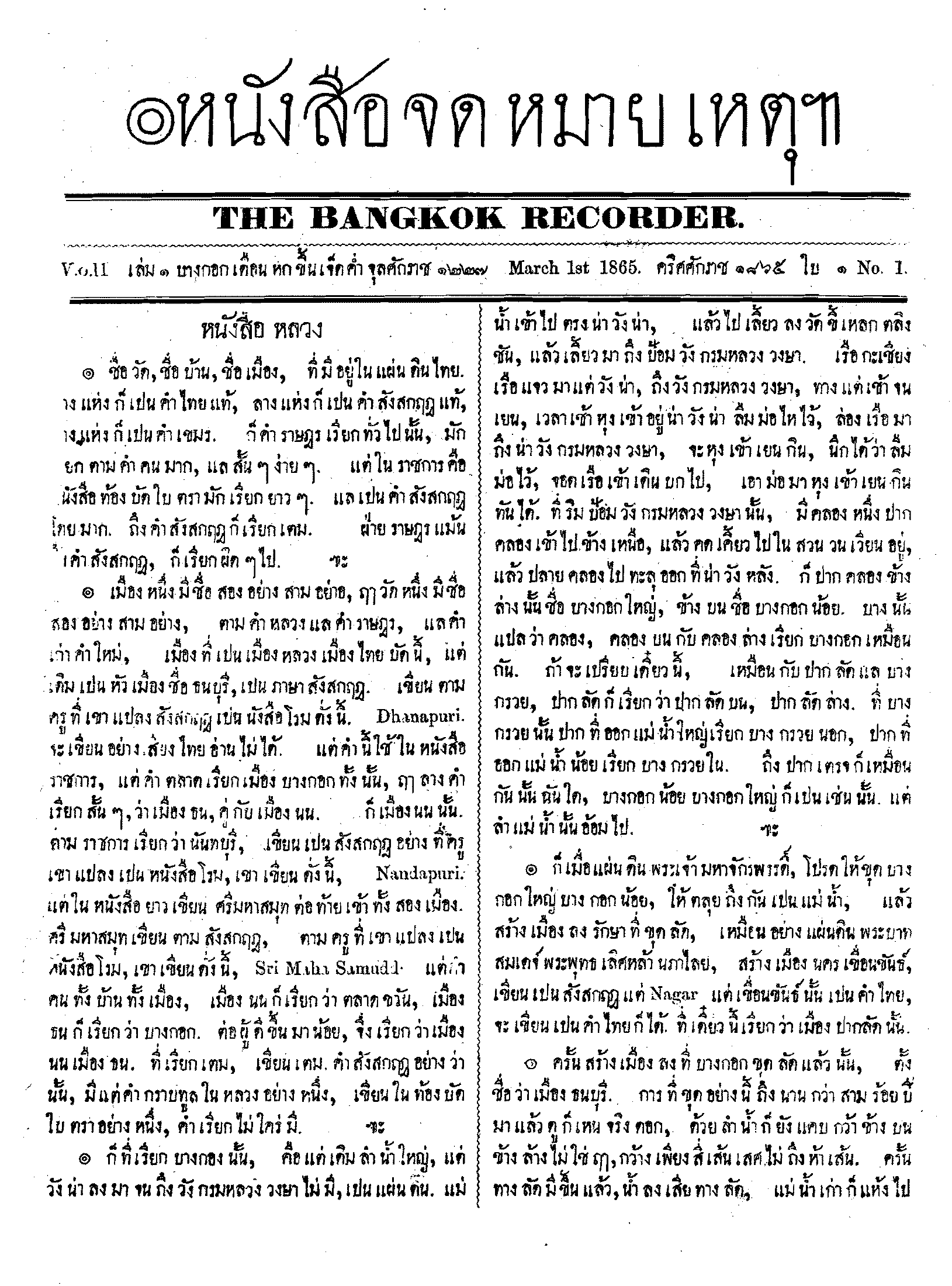
Bangkok Recorder (Herausgeber Dan Beach Bradley)

The Bangkok Recorder (หนังสือจดหมายเหตุ) war die erste Zeitung in thailändischer Sprache.
Der Recorder wurde zunächst monatlich, später zweiwöchentlich in Bangkok herausgegeben. Die Erscheinungszeiten waren 1844 bis 1845 sowie 1865 bis 1867. Der wichtigste Beitragende war der US-amerikanische Missionar Dan Beach Bradley, der 35 Jahre in Siam verbrachte. Bradley veröffentlichte sowohl englischsprachige als auch thailändische Ausgaben des Recorders. Die Thai-Ausgabe maß 15 cm mal 22 cm, die englischsprachige 30 cm mal 45 cm mit jeweils zweispaltigem Layout.
Zu den Abonnenten gehörten König Mongkut (Rama IV.) und hohe Adlige des Landes. Die Zeitung ging wegen finanzieller Schwierigkeiten ein. Bradley schrieb in verschiedenen Ausgaben, dass die Abonnenten bitte ihre Außenstände begleichen sollten. Möglicherweise haben diese aber aus Unzufriedenheit mit dem verlegerischen Inhalt des Blattes ihre Beiträge nicht bezahlt. Neben allgemeinen und wissenschaftlichen Themen verfasste er auch Beiträge zum Christentum und zum Buddhismus, die wohl als kritisch gegenüber der vorherrschenden Religion im Lande angesehen wurden.